# Chania (bactérie)
 (mars 2025).
Genre
Chania est un genre de bacilles Gram négatifs de la famille des Yersiniaceae. Son nom fait référence au microbiologiste Chan Kok Gan en hommage à ses travaux portant sur le quorum sensing et ses études génomiques.

## Taxonomie
Le nom correct complet (avec auteur) de ce taxon est Chania Ee et al. 2016.
L'espèce type est Chania multitudinisentens Ee et al. 2016.

### Étymologie
L'étymologie du nom de genre est un hommage au microbiologiste Chan Kok Gan et est la suivante : Chan’i.a. N.L. fem. n. Chania, nommé en l'honneur du professeur Chan Kok Gan, un microbiologiste dont les travaux ont porté sur le champ du quorum sensing et sur les études génomiques.
En 2022 c'est un genre monospécifique, la seule espèce connue Chania multitudinisentens Ee et al. 2016 étant également l'espèce type du genre.